# Vista Alegre (Pando)
Vista Alegre ist eine Ortschaft im Departamento Pando im Tiefland des südamerikanischen Andenstaates Bolivien.

## Lage im Nahraum
Vista Alegre liegt in der Provinz Madre de Dios und ist der viertgrößte Ort im Cantón Exaltación im Municipio San Lorenzo. Die Ortschaft liegt auf einer Höhe von 181 m zwischen dem Río Madre de Dios fünfzehn Kilometer nördlich und dem Río Beni zehn Kilometer südlich, die sich beide flussabwärts bei Riberalta vereinigen und weiter nach Nordosten fließen.

## Geographie
Vista Alegre liegt im bolivianischen Teil des Amazonasbeckens.
Die mittlere Durchschnittstemperatur der Region liegt bei 26 °C (siehe Klimadiagramm Riberalta) und schwankt nur unwesentlich zwischen rund 25 °C von April bis August und knapp 28 °C im Dezember. Der Jahresniederschlag beträgt etwa 1300 mm, bei einer ausgeprägten Trockenzeit von Juni bis August mit Monatsniederschlägen unter 20 mm, und einer Feuchtezeit von Dezember bis Januar mit über 200 mm Monatsniederschlag.

## Verkehrsnetz
Vista Alegre liegt 332 Straßenkilometer östlich von Cobija, der Hauptstadt des Departamentos.
Von Cobija aus führt die 370 km lange Nationalstraße Ruta 13 nach Osten über Naranjal bis El Triangulo. 24 Kilometer hinter Naranjal zweigt eine unbefestigte Landstraße nach Norden ab und erreicht nach weiteren 40 Kilometern Vista Alegre. Die Straße führt dann weiter nach Puerto Gonzalo Moreno und nach einer Überquerung des Río Beni nach Riberalta.

## Bevölkerung
Die Einwohnerzahl der Ortschaft ist in dem Jahrzehnt zwischen den beiden letzten Volkszählungen auf ein Mehrfaches angestiegen:
| Jahr | Einwohner         | Quelle       |
| ---- | ----------------- | ------------ |
| 1992 | keine Detaildaten | Volkszählung |
| 2001 | 65                | Volkszählung |
| 2012 | 361               | Volkszählung |
| 2024 |                   | Volkszählung |